# Bandiera di Jalaid
La bandiera di Jalaid (扎赉特旗S, Zālàitè QíP) è una bandiera della Cina, situata nella regione autonoma della Mongolia Interna e amministrata dalla lega di Xing'an.